# ناوچه کلاس هرایزن
ناوچه کلاس هرایزن (به انگلیسی: Horizon-class frigate) یک کلاس از کشتی است که طول آن 152.87 m می‌باشد.